# Poienile de sub Munte
Poienile de sub Munte é uma comuna romena localizada no distrito de Maramureș, na região histórica da Transilvânia. A comuna possui uma área de 293.36 km² e sua população era de 10282 habitantes segundo o censo de 2007.